# Sergueï Fomine
Pour les articles homonymes, voir Fomine.
Sergueï Vassilievitch Fomine   (en russe : Серге́й Васильевич Фомин) (9 décembre 1917 à Moscou - 17 août 1975 à Vladivostok) est un mathématicien soviétique. Il est surtout réputé pour avoir co-écrit avec Andreï Kolmogorov Éléments de la théorie des fonctions et de l'analyse fonctionnelle aux Éditions Mir. 
Le mathématicien américain Paul Halmos a écrit au sujet de Fomine :
« Certains des intérêts mathématiques de Fomine étaient proches des miens (mesure et théorie ergodique); il supervisa la traduction de mes livres en russe. Nous avions correspondu avant de nous rencontrer, et ce fut un plaisir de serrer la main d'une personne au lieu de lire une lettre. Trois ou quatre ans plus tard, il vint me rendre visite à Hawaï, et ce fut un plaisir de le voir profiter de la chaleur d'un soleil qu'il n'a pas à Moscou. »